# Bertrand Renaudin
 (avril 2015).
Si vous disposez d'ouvrages ou d'articles de référence ou si vous connaissez des sites web de qualité traitant du thème abordé ici, merci de compléter l'article en donnant les références utiles à sa vérifiabilité et en les liant à la section « Notes et références ».
Pour les articles homonymes, voir Renaudin.
Bertrand Renaudin, né le 23 avril 1955 à Nantes en Loire-Atlantique, est un compositeur, batteur de jazz, il est également peintre et écrivain.

## Biographie
Bertrand Renaudin reçoit son premier instrument à l’âge de neuf ans, commence des études en 1968 au conservatoire de Rennes et fait partie des premiers élèves de Dante Agostini et aussi de Kenny Clarke où il obtiendra en 1973 le diplôme CESMA[Quoi ?].
Il apprend et découvre le jazz en accompagnant des strip-teases entre 1969 et 1971 dans une boîte de nuit, à Nantes, il n’a que 14 ans mais les copains le font passer pour 18 ans.
Influencé par les musiques traditionnelles européennes, africaines mais aussi contemporaines de tous horizons il empruntera à ces sources diverses dans sa propre création jazz.